# 市川伊雄
市川 伊雄（いちかわ いゆう、1903年（明治36年）12月 - 1967年（昭和42年）8月）は、曹洞宗の僧侶で、海門山興禅寺の開基である。

## 人物
1903年（明治36年）12月、山梨県曹洞宗光善寺に生まれた。幼少の頃、神奈川県本覚寺禅堂で勉学に励み、日本大学仏教科を卒業し、仏道修行に励んだ。1935年（昭和10年）、海門山興禅寺を開創した。大本山總持寺地方副監院審事院審事、贈監院、権大教師等や横浜地方裁判所各種調停委員等の公職を歴任した。

## 顕彰碑

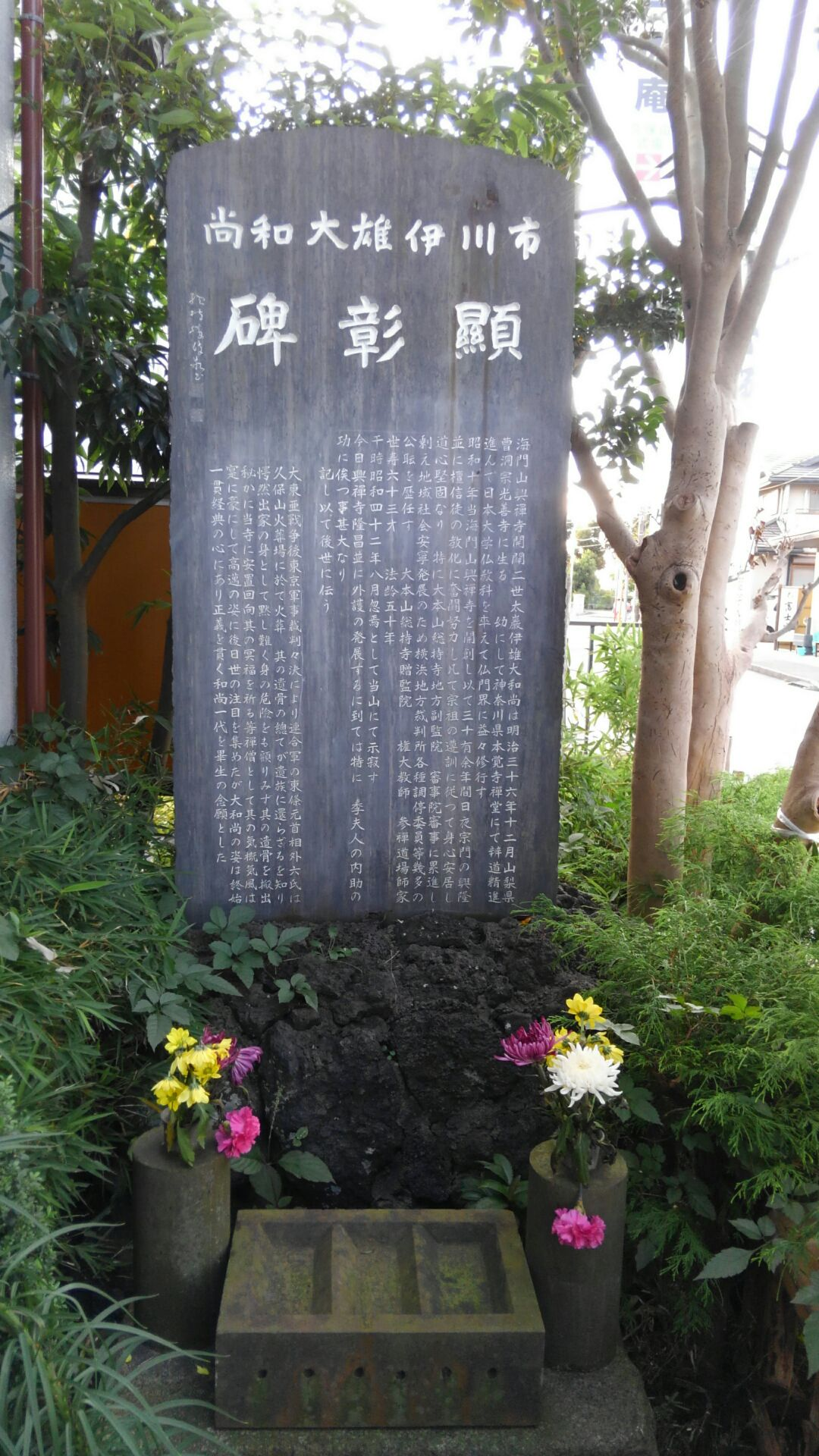
市川伊雄大和尚顕彰碑

横浜市道に面した寺の北側に「市川伊雄大和尚顕彰碑」が立つ。石碑は、和尚の履歴を述べた後、東條英機らA級戦犯7名の遺骨に関する和尚の功績について、次のような添え書きがある。

### 城山三郎著『落日燃ゆ』
城山三郎の広田弘毅を主人公とした『落日燃ゆ』の冒頭では、次のように記述されている。